# Франклин (окръг, Ню Йорк)
Вижте пояснителната страница за други населени места с името Франклин.
Окръг Франклин (на английски: Franklin County) е окръг в щата Ню Йорк, Съединени американски щати. Площта му е 4395 km², а населението - 51 116 души (2017). Административен център е село Малоун.